# Andage
Andage o Andain (en latín: Andagina o Andaïna) es un pueblo cerca del arroyo epónimo, en el corazón del bosque de las Ardenas, que resultó más tarde la localidad de Saint-Hubert. 
Se había establecido, en el siglo VII, una comunidad religiosa dirigida por san Beregiso gracias a una donación de Pipino de Heristal y de su esposa Plectruda.
En 817, por iniciativa del obispo de Lieja, Walcaud, esta comunidad fue reemplazada por frailes benedictinos que dirigirán la abadía hasta en 1797.
Andage cambió de nombre tras la traslación en 825 de los restos de Huberto de Lieja a esta abadía, resultada la abadía de Saint-Pierre en Ardenas. Los frailes continúan mucho tiempo a escribir monasterio de Andage a Saint-Hubert.
- Datos: Q2846047